# ليندسي كوبر
ليندسي كوبر (بالإنجليزية: Lindsay Cooper)‏ هي عازفة الجاز وملحنة بريطانية، ولدت في 3 مارس 1951 في لندن الكبرى في المملكة المتحدة، وتوفيت في 18 سبتمبر 2013 في لندن في المملكة المتحدة بسبب تصلب متعدد وذات الرئة.

## وصلات خارجية
- ليندسي كوبر على موقع IMDb (الإنجليزية)
- ليندسي كوبر على موقع ميوزك برينز (الإنجليزية)
- ليندسي كوبر على موقع أول ميوزيك (الإنجليزية)
- ليندسي كوبر على موقع ديسكوغز (الإنجليزية)